# Tremella mesenterica
O Tremella mesenterica (nomes comuns incluem cérebro-amarelo, fungo-gelatinoso-dourado, tremedeira-amarela e manteiga-de-bruxa) é um fungo gelatinoso comum da família Tremellaceae do subfilo Agaricomycotina. O corpo gelatinoso e amarelo-alaranjado do fungo, que pode atingir até 7,5 cm de diâmetro, tem uma superfície convoluta ou lobada que é gordurosa ou viscosa quando úmida.
É encontrado com mais frequência tanto em galhos mortos, mas presos, quanto em galhos recém-caídos, especialmente de angiospermas, como parasita de fungos lignolíticos do gênero  Peniophora. Também cresce em fendas na casca de árvores, aparecendo durante o tempo chuvoso. Poucos dias depois da chuva, ele seca, formando uma película fina ou uma massa enrugada capaz de reviver após a chuva seguinte. Esse fungo ocorre amplamente em florestas decíduas e mistas e é amplamente distribuído em regiões temperadas e tropicais, incluindo as da África, Austrália, Eurásia e Américas. Embora seja considerado insípido e sem sabor, o fungo é comestível. Ele produz carboidratos que atraíram o interesse da pesquisa devido às suas diversas atividades biológicas.

## Taxonomia
A espécie foi originalmente descrita em 1769 na Suécia por Anders Jahan Retzius. Posteriormente (1822), foi sancionada por Elias Magnus Fries no segundo volume de sua obra Systema Mycologicum. É a espécie-tipo do gênero Tremella. Sua aparência distinta levou a espécie a acumular uma variedade de nomes comuns, incluindo “tremedeira-amarela”, “cérebro-amarelo”, “fungo-gelatinoso-dourado” e “manteiga-de-bruxa”. Esse último nome também é aplicado à  Exidia glandulosa e à  Fuligo septica, e tem origem no folclore sueco e escandinavo relacionado à bruxaria, no qual uma bile expelida por “transportadores” ladrões ou  gatos trolls é chamada de “manteiga-das-bruxas”.
—Confessaram também que o demônio lhes dá um animal com a forma e o tamanho de um gato, que eles chamam de transportador; e ele também lhes dá um pássaro, tão grande quanto um corvo, mas branco: E essas criaturas podem ser enviadas para qualquer lugar e onde quer que cheguem, levando todo tipo de alimento que conseguirem, como manteiga, queijo, leite, toucinho e todo tipo de sementes, tudo o que encontrarem, e levando-os para as bruxas. O que o pássaro traz, eles podem guardar para si mesmos: mas o que o transportador traz, eles devem reservar para o demônio, e isso é levado para Blåkulla, onde ele lhes dá o quanto achar necessário. —Acrescentaram que, muitas vezes, os transportadores se enchem tanto que são obrigados a vomitar pelo caminho, o que pode ser encontrado em vários jardins e não muito longe das casas das bruxas. É de uma cor amarela como ouro e é chamada de manteiga-das-bruxas.
O epíteto específico é um adjetivo em latim formado a partir da palavra em grego antigo μεσεντέριον (mesentérion), “intestino médio”, de μεσο- (meso-, “meio, centro”) e ἔντερον (énteron, “intestino”), referindo-se à sua forma.
A espécie anteriormente reconhecida como Tremella lutescens agora é vista como uma forma de T. mesenterica com cores desbotadas e é considerada um sinônimo.
Com base na análise molecular das sequências das regiões D1/D2 do gene do RNA ribossômico da subunidade grande e das regiões espaçadoras internas transcritas do rRNA, a T. mesenterica está mais intimamente relacionada à T. coalescens, T. tropica e  T. brasiliensis. Essa análise incluiu 20 das cerca de 120 espécies de Tremella.

## Descrição
O basidiocarpo tem um formato irregular e geralmente rompe o súber dos galhos mortos. Ele tem até 7,5 cm de largura e 2,5 a 5 cm de altura, com aparência que varia de arredondada a lobada ou com formato de cerébro. O basidiocarpo é semelhante à gelatina, mas resistente quando molhado e duro quando seco. A superfície é geralmente lisa, os lóbulos são translúcidos, de cor amarela profunda ou amarelo-alaranjada brilhante, desbotando para amarelo pálido, raramente não pigmentados e brancos ou incolores. Os basidiocarpos secam em um tom avermelhado escuro ou laranja. Os esporos, vistos em massa, são esbranquiçados ou amarelo-claros.

### Ciclo de vida
O Tremella mesenterica tem uma fase semelhante à da levedura em seu ciclo de vida, que surge como resultado da gemulação de basidiósporos. A alternância entre a propagação assexuada e a sexual é obtida pelo acasalamento de células haploides em forma de levedura de dois tipos de acasalamento compatíveis. Cada tipo de acasalamento secreta um feromônio de acasalamento que provoca a diferenciação sexual da célula-alvo com o tipo de acasalamento oposto ao da célula produtora de feromônio. A diferenciação sexual é caracterizada pela parada do crescimento na fase G1 do ciclo de divisão celular e pela formação subsequente de um tubo de acasalamento alongado. A formação do tubo de acasalamento, iniciada pelos feromônios A-10 e a-13, é semelhante ao processo de surgimento de brotos durante a brotação bipolar em leveduras. O feromônio A-10 foi purificado e sua estrutura química foi considerado um peptídeo S-poliisoprenil. Os basidiocarpos surgem de um primórdio localizado abaixo da casca da madeira e, às vezes, mais de um corpo frutífero pode se originar separadamente do mesmo primórdio.

### Características microscópicas
Os basídios (células portadoras de esporos) têm formato elipsoide a aproximadamente esférico, não possuem ou raramente possuem pedúnculo e normalmente têm de 15 a 21 μm de largura. Eles contêm de dois a quatro septos que os dividem em compartimentos; os septos são mais frequentemente diagonais ou verticais. A reprodução assexuada do T. mesenterica é realizada por meio da formação de esporos chamados conídios, que surgem dos conidióforos - células hifais especializadas que são morfologicamente distintas das hifas somáticas. Os conidióforos são densamente ramificados e normalmente abundantes no himênio; os espécimes jovens podem ser totalmente conidiais. Os conídios são aproximadamente esféricos, ovoides ou elipsoides, com cerca de 2-3 por 2-2,5 μm. Eles podem ser tão numerosos que os basidiocarpos jovens podem ser cobertos por um lodo conidial amarelo brilhante. Os esporos são amplamente elipsoides a oblongos, em média 10-16 por 6-9,5 μm; eles germinam por tubo germinativo [en] ou por conídios semelhantes a leveduras de forma idêntica aos conídios produzidos nos conidióforos.

### Espécies similares
Dacrymyces chrysospermusO Tremella mesenterica é frequentemente confundido com o  Naematelia aurantia, uma espécie muito difundida que parasita o fungo patogênico Stereum hirsutum [en]. O Tremella aurantia pode ser reconhecido com frequência pela presença de seu hospedeiro, que normalmente cresce em troncos e tocos. Embora as duas espécies tenham cores semelhantes, a superfície do T. aurantia é geralmente fosca, não gordurosa ou brilhante, e seus lóbulos ou dobras são mais espessos do que os do T. mesenterica. Os basidiocarpos do T. aurantia contêm hifas hospedeiras não fixadas e de paredes espessas e, consequentemente, mantêm sua forma quando secos, em vez de murcharem ou se transformarem em uma película (como no T. mesenterica). Microscopicamente, o T. aurantia tem basídios e esporos menores e de formato diferente, medindo 8,5-10 por 7-8,5 μm. O T. brasiliensis, conhecida de regiões neotropicais e do Japão, e a espécie norte-americana T. mesenterella também são semelhantes.
O Tremella mesenterica também pode ser confundida com membros da família Dacrymycetaceae [en], como o Dacrymyces chrysospermus [en] (anteriormente D. palmatus), devido à sua semelhança superficial. O exame microscópico mostra que os fungos da família Dacrymycetaceae têm basídios em forma de Y com dois esporos, ao contrário dos basídios divididos longitudinalmente, característicos do gênero Tremella; além disso, o D. chrysospermus é menor, tem um ponto de fixação esbranquiçado em seu substrato e cresce em madeira de coníferas.
Naematelia aurantia é menos frequentemente translúcido e pode ser distinguido pelo hospedeiro.

## Habitat e distribuição

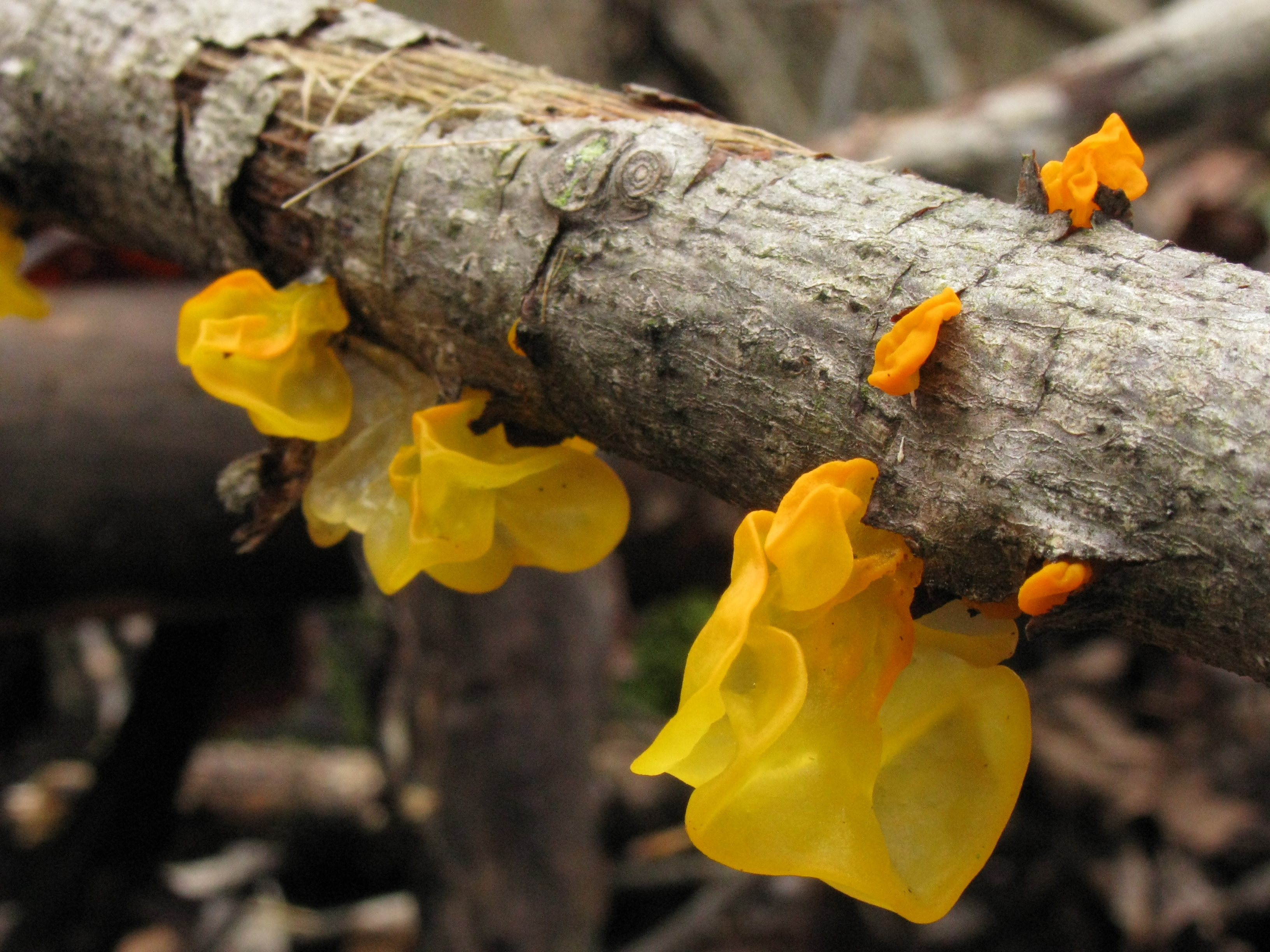
Hábito típico.

O Tremella mesenterica tem distribuição cosmopolita, tendo sido registrada na América do Norte, Central e do Sul, África, Europa, Ásia e Austrália. Os basidiocarpos são formados durante períodos úmidos ao longo do ano. Na Colúmbia Britânica, Canadá, às vezes é encontrado em bordo, choupos ou pinheiro, mas é mais abundante em amieiro-vermelho [en]. Prefere crescer em habitats que variam de mésicos [en] a úmidos. O fungo cresce parasitariamente no micélio de fungos corticioides do gênero Peniophora. Ocasionalmente, o T. mesenterica e seu fungo hospedeiro são encontrados frutificando juntos.

## Usos
Embora alguns tenham afirmado que o fungo não é comestível ou apenas “não venenoso”, outras fontes afirmam que ele é comestível, mas sem sabor. A consistência gelatinosa dá textura às sopas. Na China, o fungo é usado por vegetarianos para preparar “uma sopa refrescante imunomoduladora com sementes de lótus, bulbos de lírio, etc.”.

### Compostos bioativos
Algumas espécies de Tremella produzem polissacarídeos que são de interesse para o campo da medicina, devido à sua atividade biológica; várias patentes foram registradas na China referentes ao uso desses compostos para a prevenção do câncer ou para o aprimoramento do sistema imunológico. Em 1966, Slodki relatou ter descoberto um polissacarídeo ácido de células haploides de T. mesenterica que se assemelhava muito aos produzidos pela espécie Papiliotrema laurentii [en]. A semelhança estrutural dos polissacarídeos das duas espécies sugeriu uma relação filogenética entre elas. Posteriormente, os pesquisadores sintetizaram quimicamente o polissacarídeo e determinaram as identidades químicas dos monossacarídeos componentes. Foi demonstrado que o polissacarídeo, conhecido como glucuronoxilomanano - produzido por basidiocarpos e em condições de cultura microbiológica - consiste em uma espinha dorsal de manano que é glicosilada com cadeias de xilano em uma estrutura de repetição regular. Testes laboratoriais associaram diversas atividades biológicas ao glucuronoxilomanano de T. mesenterica, incluindo efeitos imunoestimuladores, hipoglicemiantes, anti-inflamatórios, hipocolesterolêmicos, hepatoprotetores e antialérgicos.